# Premiéra
Premiéra (z francouzského première – první) je obecně „první provedení“. To se týká divadelních her, filmů, televizní tvorby, oper, symfonií, baletů, muzikálů atd. Premiéry divadelních, filmových, hudebních a dalších kulturních představení se mohou stát významnými a extravagantními událostmi, přitahujícími značné množství prominentů a pozornost masmédií.
Mezi typické součásti premiér patří promenáda na červeném koberci. Filmových premiér se zpravidla účastní hlavní herci či jiní významní členové štábu.
Světovou premiérou se rozumí vůbec první premiéra nějakého díla, které se později v dalších provedeních, popř. na jiných místech dočká dalších premiér.